# Mads Brynnum
Mads Brynnum (født 18. november 1979 i Herlev) er en dansk forfatter, spildesigner og  stand-up-komiker og har en cand.mag. i teatervidenskab fra Københavns Universitet. Han gik i 2004 i gang med sit speciale og afleverede det i 2012.
Han startede sin stand-up karriere på Kulkafeen i 2002, og vandt to år senere DM i Stand-up. Før det (i 2003) forsøgte han sig også i samme konkurrence, men blev slået ud i kvartfinalen. 
Ud over sin karriere som stand-up-komiker lægger han stemme til Carsten 69 på DR Barracuda og Bat på Nickelodeons Svend og Bat Show, og er en del af comedy-writer-duoen på Radio 100FMs Morgenhyrderne.
Mads Brynnum har megen erfaring når det gælder radio. Han startede i 2002 som vært og redaktør på satireprogrammet Studentikos på Universitetsradioen. Og i 2003 startede han som vært på Roskilde Festivalradio, der bliver sendt i døgndrift på selve festivalugen, og han valgte først at slutte i 2005.
Derudover har han skrevet julekalendere til Soundvenue.com, været designer og udgiver af brætspillet BabeQuest og medforfatter af bogen Til Dig Fra Os.
I 2006 var Mads Brynnum på turné sammen med Steen Nielsen, Henrik Løjmand og Steen Molzen. Showet hed Dø Af Grin, og er nu udgivet på cd.
Siden 2014 har Mads Brynnum også undervist i drama på Allerød Gymnasium.
Sammen med Morden May og Niels Forsberg lavede han i 2017 showet Nørderne Over Verdensherredømmet.